# Parc national du Mont Remarkable

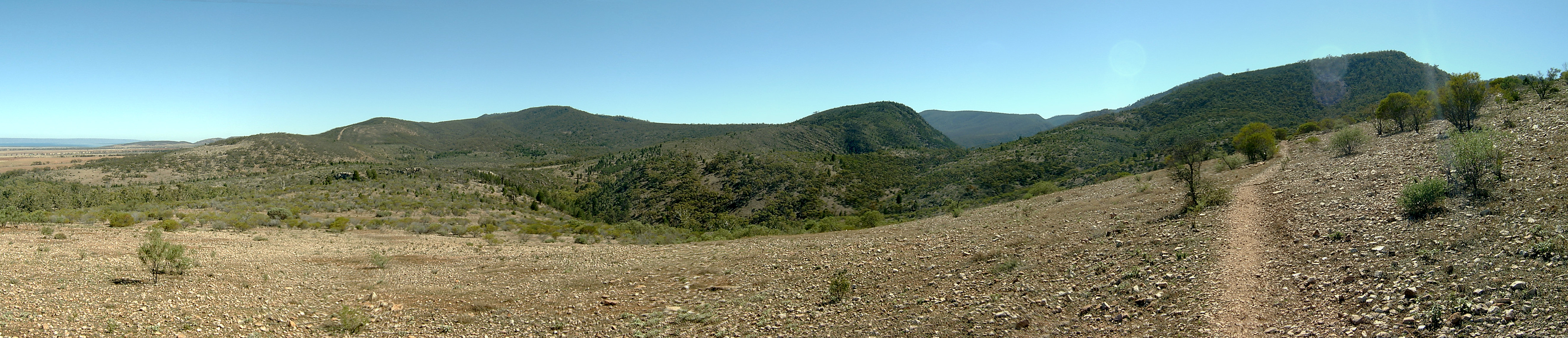
Vue vers le nord.

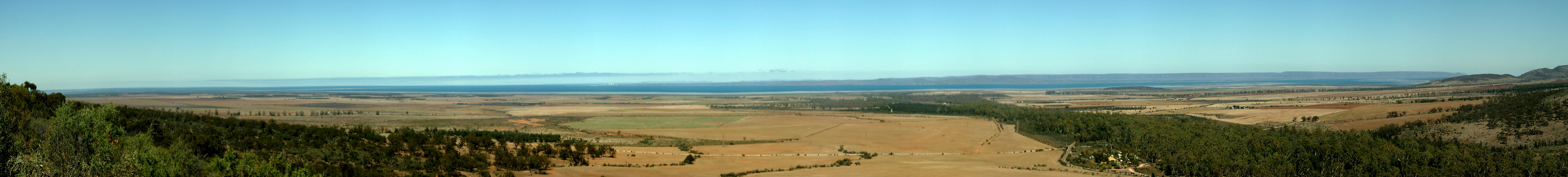
Vue vers l'ouest.

Le parc national du Mont Remarkable est un parc national d'Australie situé à 238 km au nord d'Adélaïde, capitale de l'Australie-Méridionale dans la chaîne de Flinders.
Edward John Eyre donna au mont le nom de mont Remarkable en juin 1840. Le peuple Nukunuqui a appelle le mont « Wangyarra », (« arra » signifiant eau courante) habitaient la région bien avant l'arrivée des colons européens en 1844.
Alligator Gorge et Mambray Creek ont été transformés en zone de plaisance en 1952. Ces deux domaines ont été fusionnés et gérés par la Commission des parcs nationaux dans les années 1960. À la suite du National Parks and Wildlife Act 1972, Alligator Gorge, Mambray Creek et Mount Remarkable ont été transformés en parc national du Mont Remarkable. D'autres ajouts ont porté à présent le total à plus de 160 km², le plus récent étant le Warren Bonython Link en 1998 qui relie l'est du parc à l'ouest.